# Premier League 1999-2000
La temporada 1999-2000 de la Premier League fue la octava edición de la máxima categoría de fútbol en Inglaterra. El Manchester United defendió exitosamente el título.

## Clasificación general
| Pos. | Equipo                  | Pts. | PJ | G  | E  | P  | GF | GC | Dif. | Clasificación 2000-01                        |
| ---- | ----------------------- | ---- | -- | -- | -- | -- | -- | -- | ---- | -------------------------------------------- |
| 1    | Manchester United (C)   | 91   | 38 | 28 | 7  | 3  | 97 | 45 | +52  | Fase de grupos de la Liga de Campeones       |
| 2    | Arsenal                 | 73   | 38 | 22 | 7  | 9  | 73 | 43 | +30  | Fase de grupos de la Liga de Campeones       |
| 3    | Leeds United            | 69   | 38 | 21 | 6  | 11 | 58 | 43 | +15  | Tercera ronda previa de la Liga de Campeones |
| 4    | Liverpool               | 67   | 38 | 19 | 10 | 9  | 51 | 30 | +21  | Primera ronda de la Copa de la UEFA          |
| 5    | Chelsea                 | 65   | 38 | 18 | 11 | 9  | 53 | 34 | +19  | Primera ronda de la Copa de la UEFA          |
| 6    | Aston Villa             | 58   | 38 | 15 | 13 | 10 | 46 | 35 | +11  | Tercera ronda de la Copa Intertoto           |
| 7    | Sunderland              | 58   | 38 | 16 | 10 | 12 | 57 | 56 | +1   |                                              |
| 8    | Leicester City          | 55   | 38 | 16 | 7  | 15 | 55 | 55 | 0    | Primera ronda de la Copa de la UEFA          |
| 9    | West Ham United         | 55   | 38 | 15 | 10 | 13 | 52 | 53 | −1   |                                              |
| 10   | Tottenham Hotspur       | 53   | 38 | 15 | 8  | 15 | 57 | 49 | +8   |                                              |
| 11   | Newcastle United        | 52   | 38 | 14 | 10 | 14 | 63 | 54 | +9   |                                              |
| 12   | Middlesbrough           | 52   | 38 | 14 | 10 | 14 | 46 | 52 | −6   |                                              |
| 13   | Everton                 | 50   | 38 | 12 | 14 | 12 | 59 | 49 | +10  |                                              |
| 14   | Coventry City           | 44   | 38 | 12 | 8  | 18 | 47 | 58 | −11  |                                              |
| 15   | Southampton             | 44   | 38 | 12 | 8  | 18 | 45 | 62 | −17  |                                              |
| 16   | Derby County            | 38   | 38 | 9  | 11 | 18 | 44 | 57 | −13  |                                              |
| 17   | Bradford City           | 36   | 38 | 9  | 9  | 20 | 38 | 68 | −30  | Tercera ronda de la Copa Intertoto           |
| 18   | Wimbledon (D)           | 33   | 38 | 7  | 12 | 19 | 46 | 74 | −28  | Descenso de categoría                        |
| 19   | Sheffield Wednesday (D) | 31   | 38 | 8  | 7  | 23 | 38 | 70 | −32  | Descenso de categoría                        |
| 20   | Watford (D)             | 24   | 38 | 6  | 6  | 26 | 35 | 77 | −42  | Descenso de categoría                        |

 Fuente: [cita requerida]
Notas:
1. ↑  Chelsea se clasificó a la Copa de la UEFA 2000-01 por ser el campeón de la FA Cup 1999-00.
2. ↑  Leicester City se clasificó a la Copa de la UEFA 2000-01 por ser el campeón de la Copa de la Liga de Inglaterra 1999-00.

|  | Clasificado para la fase de grupos de la Liga de Campeones de la UEFA 2000-01.                  |
|  | Clasificado para la tercera ronda previa (play-off) de la Liga de Campeones de la UEFA 2000-01. |
|  | Clasificado para la segunda ronda previa (play-off) de la Copa de la UEFA 2000-01.              |
|  | Clasificado para la tercera ronda de la Copa Intertoto de la UEFA 2000.                         |
|  | Descendido a la Football League First Division 2000-01                                          |

| Bandera de Inglaterra                |
| Campeón Manchester United 13º título |

### Estadísticas de la liga
| Goles totales:                 | 1060 |
| Promedio de goles por partido: | 2.79 |

## Máximos goleadores
| Jugador         | Equipo            | Goles |
| --------------- | ----------------- | ----- |
| Kevin Phillips  | Sunderland        | 30    |
| Alan Shearer    | Newcastle United  | 23    |
| Dwight Yorke    | Manchester United | 20    |
| Andy Cole       | Manchester United | 19    |
| Michael Bridges | Leeds United      | 19    |
| Thierry Henry   | Arsenal           | 17    |

## Máximos asistidores
| Jugador         | Equipo            | Asistencias |
| --------------- | ----------------- | ----------- |
| Nolberto Solano | Newcastle United  | 15          |
| David Beckham   | Manchester United | 15          |
| Ryan Giggs      | Manchester United | 12          |
| Trevor Sinclair | West Ham          | 10          |